# Języki tuu
Języki tuu, dawniej również języki khoisan południowe – afrykańska pierwotna rodzina językowa, dawniej zaliczana do języków khoisan (dziś formalnie taka rodzina nie istnieje). Obejmuje etnolekty używane niegdyś lub obecnie na obszarze Republiki Południowej Afryki i Botswany.

## Klasyfikacja
| Grupy i języki                          | Liczba mówiących      | Kraje                       |
| Języki wi (ǃui, ǃkwi)                   | Języki wi (ǃui, ǃkwi) | Języki wi (ǃui, ǃkwi)       |
| --------------------------------------- | --------------------- | --------------------------- |
| ng’uki (nǀu, ntsu, nǁng)                | 5                     | Południowa Afryka           |
| seroa                                   | 0                     | Południowa Afryka           |
| tskham (ǀxam)                           | 0                     | Południowa Afryka           |
| tloutle (ǁxegwi, batwa, boroa, kloukle) | 0                     | Południowa Afryka           |
| tsungkue (ǂungkue, ǁkxau)               | 0                     | Południowa Afryka           |
| Języki taa                              |                       |                             |
| !xóõ (!ho, !xoon, kh'ong, taa, tsasi)   | 2 500                 | Botswana, Namibia           |
| nossob dolny                            | 0                     | Botswana, Południowa Afryka |